# Tarczyn
Pour les articles homonymes, voir Tarczyn (homonymie).
Tarczyn (prononciation : [ˈtart͡ʂɨn]) est une ville de la voïvodie de Mazovie, dans le nord-est de la Pologne,
La ville est située approximativement à 30 kilomètres au sud de Varsovie (capitale de la Pologne).
Elle couvre une surface de 5,23 km2 et comptait 4 091 habitants en 2011.
Tarczyn est le siège administratif (chef-lieu) de la gmina de même nom.

## Histoire
La ville a obtenu le statut de ville en 1353.
De 1975 à 1998, elle faisait partie de la voïvodie de Varsovie.

Depuis 1999, elle est intégrée édans la voïvodie de Mazovie.